# The Book
The Book je šesté studiové album black metalové skupiny Root.

## Seznam skladeb
1. The Book
2. The Mystical Words of the Wise
3. The Curse - Durron
4. Why?
5. Corabeu - Part One
6. Corabeu - Part Two
7. The Birth
8. Lykorian
9. The Message of the Time
10. Remember Me!
11. Darkoutro - ...Toccata - prestissimo molto

## Album bylo nahráno ve složení
- Jiří Valter aka Big Boss – zpěv
- Petr Hošek (Blackie) – kytara
- Marek Šmerda (Ashok) – kytara
- René (Evil) Kostelňák – bicí nástroje
- (Aleš Dostál - Alesh)